# Malkapur (Satara)
Malkapur es una ciudad y nagar Panchayat situada en el distrito de Satara en el estado de Maharashtra (India). Su población es de 31671 habitantes (2011). Se encuentra a 56 km de Satara y a 70 km de Kolhapur.

## Demografía
Según el censo de 2011 la población de Malkapur era de 31671 habitantes, de los cuales 16352 eran hombres y 15319 eran mujeres. Malkapur tiene una tasa media de alfabetización del 88,14%, superior a la media estatal del 82,34%: la alfabetización masculina es del 92,37%, y la alfabetización femenina del 83,65%.